# 霍罗姆诺耶农村居民点
霍罗姆诺耶农村居民点（俄语：Хороменское сельское поселение）是俄罗斯联邦布良斯克州克利莫沃区所属的一个农村居民点。其下辖有3个居民点，行政中心为霍罗姆诺耶。据2015年统计，该农村居民点的人口为553人。